# Vejle Boldklub
O Vejle Boldklub é um clube de futebol da Dinamarca, da cidade de Vejle. Fundado em 3 de maio de 1891, e que joga na Superliga dinamarquesa.